# Liste der Baudenkmale in Brietzig
In der Liste der Baudenkmale in Brietzig sind alle denkmalgeschützten Bauten der vorpommerschen Gemeinde Brietzig und ihrer Ortsteile aufgelistet. Grundlage ist die Veröffentlichung der Denkmalliste des Kreises Uecker-Randow mit dem Stand vom 1. Februar 1996. 

## Baudenkmale nach Ortsteilen

### Brietzig
| ID | Lage    | Bezeichnung                                      | Beschreibung | Bild                                             |
| -- | ------- | ------------------------------------------------ | --- | ------------------------------------------------ |
|    | (Karte) | Kirche mit Friedhofsmauer und Portal             | Rechteckige Feldsteinkirche vom 13. Jahrhundert; Westturm aus Backstein von 1865; Innenraum 1730 erneuert; Notsicherung am Dach und am Kirchenschiff in den 1990er Jahren; 2001 begannen die Sanierungen; Kanzelaltar von 1733. |                                                  |
|    | (Karte) | Kriegerdenkmal (1914/1918)                       | |                                                  |
|    | (Karte) | Wegweiser an der alten Landstraße nach Papendorf | Wegweiserstein | Wegweiser an der alten Landstraße nach Papendorf |

## Quelle
- Bericht über die Erstellung der Denkmallisten sowie über die Verwaltungspraxis bei der Benachrichtigung der Eigentümer und Gemeinden sowie über die Handhabung von Änderungswünschen (Stand: Juni 1997)